# Батов Андрій Борисович
Андрій Борисович Батов (1889, село Алексєєвка, тепер Карачевського району Брянської області, Російська Федерація — 1 вересня 1949, місто Харків) — радянський діяч, учасник встановлення радянської влади на Донбасі, робітник.

## Біографія
Народився в селянській родині. Працював робітником.
Член РСДРП(б) з 1905 року.
З 1907 року вів більшовицьку партійну роботу в Маріуполі, Севастополі, Юзівці, де був одним із організаторів партійних гуртків. З 1912 року — член Юзово-Макіївського комітету РСДРП(б). Один із керівників Горлівсько-Щербинівського страйку 1916 року.
У 1917 році — член Макіївського комітету РСДРП(б), член Макіївської ради робітничих і солдатських депутатів, один із організаторів профспілки гірників та загону Червоної гвардії в Макіївці.
У 1918—1919 роках — на партійній та військовій роботі в Орловській губернії.
У 1920—1922 роках — член ЦК Всеросійської спілки гірників і Південного бюро спілки гірників у Харкові.
З 1922 року — на відповідальній профспілковій та господарській роботі в Харкові.
З 1945 року — персональний пенсіонер.
Помер 1 вересня 1949 року в Харкові.